# Hintersee (Dobbrikow)
Der Hintersee ist ein 10 ha großes Gewässer in Dobbrikow, einem Ortsteil der Gemeinde Nuthe-Urstromtal im Landkreis Teltow-Fläming.

## Lage
Der See gehört zur Luckenwalder Heide, einer Grundmoränenplatte, die von Sandern bedeckt ist. Auf dieser Platte befindet sich eine Senke, in der zahlreiche Seen entstanden sind. Sie zieht sich vom Siethener See bei Ludwigsfelde bis zu den vier Seen auf der Gemarkung von Dobbrikow. Der See wird im Wesentlichen aus Grundwasser gespeist und entwässert über einen nach Osten verlaufenden Graben in den Vordersee.